# Szent Angéla Ferences Általános Iskola és Gimnázium
A Szent Angéla Ferences Általános Iskola és Gimnázium egy Budapest II. kerületi középfokú oktatási intézmény.

## Története
A trianoni döntés következtében Kassáról Budapestre menekülő orsolyita apácák a budai ferencesek segítségével 1922-ben alapították az Orsolya Rend „Szent Angela” leányiskoláját.
Az iskola épülete először az Áldás u. 1.-ben, 1928-tól pedig a Zivatar utca 2–4.-ben volt. Az épületet a korszak neves templomépítésze, Petrovácz Gyula tervezte. 1948 után az iskolát államosították, azt csak 1994-ben kapták vissza. Az Orsolya Rend ekkor a ferenceseket kérte fel az iskola működtetésére.
A jelenlegi, Ady Endre utcai épületben az 1995/96-os tanév volt az első, akkor 560 tanulóval, 8 évfolyamon, 19 osztállyal.
1998-óta az iskola 12 évfolyamos.